# Astragalus mokeevae
Astragalus mokeevae är en ärtväxtart som beskrevs av Mikhail Grigoríevič Popov. Astragalus mokeevae ingår i släktet vedlar, och familjen ärtväxter. Inga underarter finns listade i Catalogue of Life.